# Nesodden
Nesodden és un municipi situat al comtat d'Akershus, Noruega. Té 18.623 habitants (2016) i té una superfície de 61 km². El centre administratiu del municipi és el poble de Nesoddtangen.